# Pierre Augustin Monteil
Pour les articles homonymes, voir Monteil.
Pierre Augustin Monteil est un homme politique français né le 2 décembre 1813 à Bergerac (Dordogne) et décédé le 21 novembre 1892 dans la même ville.
Avocat, il est maire de Bergerac d'octobre 1863 à septembre 1870 et député de la Dordogne de 1871 à 1876, siégeant à droite.